# Saison 3 des Goldberg
Chronologie
Saison 2 Saison 4
Cet article présente le guide des épisodes de la troisième saison de la série télévisée américaine Les Goldberg.

## Généralités
- Aux États-Unis, cette troisième saison a été diffusée du 23 septembre 2015 au 18 mai 2016 sur le réseau ABC[1].
- Au Canada, les deux premiers épisodes ont été diffusés en simultané sur le réseau CTV[2].
- En France cette saison est diffusée depuis le 3 septembre 2016 sur Comédie+.

## Distribution

### Acteurs principaux
- Wendi McLendon-Covey (VFB : Delphine Moriau) : Beverly Goldberg
- Sean Giambrone (en) (VFB : Arthur Dubois) : Adam Goldberg (jeune)
- Troy Gentile (VFB : Thibaut Delmotte) : Barry Goldberg
- Hayley Orrantia (VFB : Claire Tefnin) : Erica Goldberg
- Jeff Garlin (VFB : Michel Hinderyckx) : Murray Goldberg
- George Segal (VFB : François Mairet) : Pops Solomon
- Patton Oswalt (VFB : Philippe Allard) : Adam Goldberg (voix off adulte)
- AJ Michalka (VFB : Helena Coppejans) : Lainey Lewis[3]

### Acteurs récurrents et invités
- Tim Meadows : Mr. Glascott
- Stephen Tobolowsky : Principal Ball
- Natalie Alyn Lind : Dana Caldwell
- Kenny Ridwan : Dave Kim
- Stephanie Katherine Grant : Emmy Mirsky
- Ana Gasteyer : Miss Cinoman
- Bryan Callen (VFB : Franck Dacquin) : Coach Mellor
- Sam Lerner : Geoff Schwartz
- Noah Munck : Naked Rob
- Matt Bush : Andy Cogan
- Jennifer Irwin (en) : Virginia Kremp
- Judd Hirsch : Pop Pop[4]

## Épisodes

### Épisode 1:Une soirée «Risky business» de folie!
- États-Unis /  Canada : 23 septembre 2015 sur ABC[1] / CTV[2]
- France : 3 septembre 2016 sur Comédie+[5]

- États-Unis : 7,62 millions de téléspectateurs[6] (première diffusion)
- Canada : 1,129 million de téléspectateurs[7] (première diffusion + différé 7 jours)

- Tim Meadows (Mr. Glascott)
- Stephen Tobolowsky (Principal Ball)
- Natalie Alyn Lind (Dana Caldwell)
- Kenny Ridwan (Dave Kim)
- Stephanie Katherine Grant (Emmy Mirsky)
- Nate Hartley (Dan)
- Christopher Avila (Raji)
- Jim Cody Williams (Bearded Old Guy)

### Épisode 2:Sos rencards
- États-Unis /  Canada : 30 septembre 2015 sur ABC / CTV
- France : 3 septembre 2016 sur Comédie+

- États-Unis : 7,39 millions de téléspectateurs[8] (première diffusion)

- Ana Gasteyer (Miss Cinoman)
- Bryan Callen (Coach Mellor)
- Kenny Ridwan (Dave Kim)
- Sam Lerner (Geoff Schwartz)
- Noah Munck (Naked Rob)
- Matt Bush (Andy Cogan)
- Nathan Gamble (Garry Ball)
- Sam Kindseth (Dave Sirota)
- Nate Hartley (Dan)
- Sean Marquette (Johnny Atkins)
- Alex Jennings (Carla)

### Épisode 3:Jimmy 5 est vivant!
- États-Unis : 7 octobre 2015 sur ABC
- Canada : 5 novembre 2015 sur CTV[9]
- France : 3 septembre 2016 sur Comédie+

- États-Unis : 6,6 millions de téléspectateurs[10] (première diffusion)

- Bryan Callen (Coach Mellor)
- Sam Lerner (Geoff Schwartz)
- Noah Munck (Naked Rob)
- Matt Bush (Andy Cogan)

### Épisode 4:Sabotage!
- États-Unis : 14 octobre 2015 sur ABC
- Canada : non diffusé
- France : 3 septembre 2016 sur Comédie+

- États-Unis : 6,35 millions de téléspectateurs[11] (première diffusion)

- Bryan Callen (Coach Mellor)
- Stephen Tobolowsky (Principal Ball)
- Sam Lerner (Geoff Schwartz)
- Noah Munck (Naked Rob)
- Matt Bush (Andy Cogan)
- Sean Marquette (Johnny Atkins)
- Sam Kindseth (Dave Sirota)
- Stephanie Katherine Grant (Emmy Mirsky)
- Kenny Ridwan (Dave Kim)
- Alex Jennings (Carla)
- Christopher Avila (Neil)

### Épisode 5:Boy Barry
- États-Unis : 21 octobre 2015 sur ABC
- Canada : non diffusé
- France : 10 septembre 2016 sur Comédie+

- États-Unis : 6,48 millions de téléspectateurs[12] (première diffusion)

- David Koechner (Bill Lewis)
- Sam Lerner (Geoff Schwartz)
- Noah Munck (Naked Rob)
- Matt Bush (Andy Cogan)
- Sean Marquette (Johnny Atkins)
- Alex Jennings (Carla)
- Chuck Norris (lui-même)
- Karan Soni (Randy)

### Épisode 6:Les deux font la paire
- États-Unis : 28 octobre 2015 sur ABC
- Canada : 29 octobre 2015 sur CTV[13]
- France : 10 septembre 2016 sur Comédie+

- États-Unis : 6,88 millions de téléspectateurs[14] (première diffusion)

- Natalie Alyn Lind (Dana Caldwell)
- Dustin Ybarra (Nitrous)
- Luke Barbato Smith (Adam à 8 ans)
- Keith L. Williams (Kid (Kermit))
- Parker Lewis (Kid (ALF))
- Jack Herndon (Anton (Chainsaw Psycho))

### Épisode 7:Lucky
- États-Unis : 11 novembre 2015 sur ABC
- Canada : 12 novembre 2015 sur CTV
- France : 10 septembre 2016 sur Comédie+

- États-Unis : 7,01 millions de téléspectateurs[15] (première diffusion)

- Alex Jennings (Carla)
- Kenny Ridwan (David Kim)
- Sam Kindseth (Dave Sirota)
- Nathan Gamble (Garry Ball)
- Troy Winbush (Officer Puchinski)
- Jackie Preciado (Eliza)
- Tara Bianco (Debbie)
- Alex Berg (Shady Dude)
- Daniel Spink (Cop)

### Épisode 8:Et le mot de la fin: joyeux thanksgiving!
- États-Unis : 18 novembre 2015 sur ABC
- Canada : 19 novembre 2015 sur CTV
- France : 10 septembre 2016 sur Comédie+

- États-Unis : 7,08 millions de téléspectateurs[16] (première diffusion)

- Dan Fogler (Marvin Goldberg)
- Judd Hirsch (Pop-Pop)
- Sam Kindseth (Dave Sirota)

### Épisode 9:Maman d'armes
- États-Unis : 2 décembre 2015 sur ABC
- Canada : 3 décembre 2015 sur CTV
- France : 17 septembre 2016 sur Comédie+

- États-Unis : 6,46 millions de téléspectateurs[17] (première diffusion)

- Stephen Tobolowsky (Principal Ball)
- Judd Hirsch (Pop-Pop)
- Sam Lerner (Geoff Schwartz)
- Noah Munck (Naked Rob)
- Matt Bush (Andy Cogan)
- Ben Zelevansky (Dale)
- Nate Hartley (Dan)
- Rob Huebel (John Calabasas)
- Marlon Young (Captain Wallace)

### Épisode 10:Super-hanoucca!
- États-Unis : 9 décembre 2015 sur ABC
- Canada : 10 décembre 2015 sur CTV
- France : 17 septembre 2016 sur Comédie+

- États-Unis : 7,02 millions de téléspectateurs[18] (première diffusion)

- Jennifer Irwin (Virginia Kremp)
- Jacob Hopkins (Chad Kremp)
- Tyler Stokes (Drew Kremp)
- Austin Filson (Scott Kremp)
- Connor Weil (Steve Kremp)

### Épisode 11:Les Tasty Boys
- États-Unis : 6 janvier 2016 sur ABC[19]
- Canada : 7 janvier 2016 sur CTV
- France : 17 septembre 2016 sur Comédie+

- États-Unis : 6,61 millions de téléspectateurs[20] (première diffusion)
- Canada : 1,089 million de téléspectateurs[21] (première diffusion + différé 7 jours)

- Jennifer Irwin (Virginia Kremp)
- David Koechner (Bill Lewis)
- Sam Lerner (Geoff Schwartz)
- Noah Munck (Naked Rob)
- Matt Bush (Andy Cogan)
- Sean Marquette (Johnny Atkins)
- Alex Jennings (Carla)
- Nate Hartley (Dan)

### Épisode 12:La main de Baio
- États-Unis : 13 janvier 2016 sur ABC
- Canada : 14 janvier 2016 sur CTV
- France : 17 septembre 2016 sur Comédie+

- États-Unis : 6,33 millions de téléspectateurs[22] (première diffusion)

- Jennifer Irwin (Virginia Kremp)
- Bryan Callen (Coach Mellor)
- Kenny Ridwan (Dave Kim)
- Natalie Alyn Lind (Dana Caldwell)
- Stephanie Katherine Grant (Emmy Mirsky)
- Sean Marquette (Johnny Atkins)
- Christopher Boyer (Ben Franklin Dude)
- Jacob Hopkins (Chad Kremp)

### Épisode 13:Double défi
- États-Unis : 20 janvier 2016 sur ABC
- Canada : 21 janvier 2016 sur CTV
- France : 24 septembre 2016 sur Comédie+

- États-Unis : 6,21 millions de téléspectateurs[23] (première diffusion)

- Bryan Callen (Coach Mellor)
- David Koechner (Bill Lewis)
- Sam Lerner (Geoff Schwartz)
- Noah Munck (Naked Rob)
- Matt Bush (Andy Cogan)
- Stephanie Katherine Grant (Emmy Mirsky)
- Kenny Ridwan (Dave Kim)
- Froy Gutierrez (Handsome Ben)
- Mia Kaplan (Amy)
- Benjamin Bauman (Zane ("Double Dare" producer))
- Amy Gross (Ellen ("Double Dare" producer))

### Épisode 14:Lainey aime Lionel
- États-Unis : 10 février 2016 sur ABC
- Canada : 11 février 2016 sur CTV
- France : 24 septembre 2016 sur Comédie+

- États-Unis : 6,19 millions de téléspectateurs[24] (première diffusion)

- Sam Lerner (Geoff Schwartz)
- Noah Munck (Naked Rob)
- Matt Bush (Andy Cogan)
- Allie Grant (Evelyn Silver)
- Kenny Ridwan (Dave Kim)
- Natalie Alyn Lind (Dana Caldwell)
- Nathan Gamble (Garry Ball)
- Winston Story (Airline Employee)

### Épisode 15:Premier chagrin d'amour
- États-Unis : 17 février 2016 sur ABC
- Canada : 18 février 2016 sur CTV
- France : 24 septembre 2016 sur Comédie+

- États-Unis : 6,39 millions de téléspectateurs[25] (première diffusion)

- Tim Meadows (Mr. Glascott)
- Natalie Alyn Lind (Dana Caldwell)
- Sam Lerner (Geoff Schwartz)
- Noah Munck (Naked Rob)
- Matt Bush (Andy Cogan)
- "Weird Al" Yankovic (lui-même)
- Nate Hartley (Dan)

### Épisode 16:«Eddie l'aigle» Edwards
- États-Unis : 24 février 2016 sur ABC
- Canada : 25 février 2016 sur CTV
- France : 1er octobre 2016 sur Comédie+

- États-Unis : 6,45 millions de téléspectateurs[26] (première diffusion)

- Bryan Callen (Coach Mellor)
- Cedric Yarbrough (Vic)
- Sam Lerner (Geoff Schwartz)
- Noah Munck (Naked Rob)
- Matt Bush (Andy Cogan)
- Sean Marquette (Johnny Atkins)
- Alex Jennings (Carla)
- Nate Hartley (Dan)
- Niko Guardado (Ruben Amaro, Jr.)
- Lance Krall (Dick Biggens)

### Épisode 17:La «Dirty Dancing» attitude
- États-Unis : 2 mars 2016 sur ABC
- Canada : 3 mars 2016 sur CTV
- France : 1er octobre 2016 sur Comédie+

- États-Unis : 7,08 millions de téléspectateurs[27] (première diffusion)

- Stephen Tobolowsky (Principal Ball)
- Sam Lerner (Geoff Schwartz)
- Noah Munck (Naked Rob)
- Matt Bush (Andy Cogan)
- Sean Marquette (Johnny Atkins)
- Alex Jennings (Carla)
- Jared Sandler (DJ)
- Keith L. Williams (Kid)

### Épisode 18:Musique à volonté!
- États-Unis : 16 mars 2016 sur ABC
- Canada : 17 mars 2016 sur CTV
- France : 1er octobre 2016 sur Comédie+

- États-Unis : 6,69 millions de téléspectateurs[28] (première diffusion)

- David Koechner (Bill Lewis)
- Kenny Ridwan (Dave Kim)
- Alex Jennings (Carla)
- Charlie DePew (Anthony Balsamo)
- Steve Berg (Mailman)
- AlexAnn Hopkins (Girl)
- Emerson Brooks (Mall Cop)

### Épisode 19:La magie existe vraiment
- États-Unis : 23 mars 2016 sur ABC
- Canada : 24 mars 2016 sur CTV
- France : 24 septembre 2016 sur Comédie+

- États-Unis : 6,73 millions de téléspectateurs[29] (première diffusion)

- Sam Lerner (Geoff Schwartz)
- Noah Munck (Naked Rob)
- Matt Bush (Andy Cogan)
- Stephanie Katherine Grant (Emmy Mirsky)
- Kenny Ridwan (Dave Kim)
- Froy Gutierrez (Handsome Ben)
- Makenna James (Sharon)
- Matthew Rocheleau (Terry)
- Cayla Brady (Lisa)

### Épisode 20:Donjons et dragons
- États-Unis /  Canada : 6 avril 2016 sur ABC / CTV Two
- France : 1er octobre 2016 sur Comédie+

- États-Unis : 6,17 millions de téléspectateurs[30] (première diffusion)

- Bryan Callen (Coach Mellor)
- Tim Meadows (Mr. Gloscott)
- Kenny Ridwan (Dave Kim)
- Sam Kindseth (Dave Sirota)
- Mason Cook (Tyler)
- Zach Callison (Corbett)
- Jackie Radinsky (Sergei)
- Quincy Fouse (Taz Money)
- Zayne Emory (JC Spink)

### Épisode 21:Rush
- États-Unis /  Canada : 13 avril 2016 sur ABC / CTV Two
- France : 8 octobre 2016 sur Comédie+

- États-Unis : 6,29 millions de téléspectateurs[31] (première diffusion)

- Sean Marquette (Johnny Atkins)
- Tim Meadows (Mr. Gloscott)
- Sam Lerner (Geoff Schwartz)
- Matt Bush (Andy Cogan)
- Noah Munck (Naked Rob)
- Alex Jennings (Carla)
- Jennifer Irwin (Virginia Kremp)
- Rachel Leah Cohen (Hockey Mom)

### Épisode 22:Des câlins à la pelle
- États-Unis /  Canada : 4 mai 2016 sur ABC / CTV Two
- France : 8 octobre 2016 sur Comédie+

- États-Unis : 6,67 millions de téléspectateurs[32] (première diffusion)

- Judd Hirsch (Pop-Pop)
- Stephanie Katherine Grant (Emmy Mirsky)
- Kenny Ridwan (Dave Kim)
- Ann Reilly (Cashier)

### Épisode 23:Big orange
- États-Unis /  Canada : 11 mai 2016 sur ABC / CTV Two
- France : 8 octobre 2016 sur Comédie+

- États-Unis : 6,20 millions de téléspectateurs[33] (première diffusion)

- Sam Lerner (Geoff Schwartz)
- Matt Bush (Andy Cogan)
- Noah Munck (Naked Rob)
- Alex Jennings (Carla)

### Épisode 24:La capsule temporelle
- États-Unis /  Canada : 18 mai 2016 sur ABC[34] / CTV Two
- France : 8 octobre 2016 sur Comédie+[35]

- États-Unis : 6,39 millions de téléspectateurs[36] (première diffusion)

- Stephen Tobolowsky (Principal Ball)
- Bryan Callen (Coach Mellor)
- Sam Lerner (Geoff Schwartz)
- Matt Bush (Andy Cogan)
- Noah Munck (Naked Rob)
- Kenny Ridwan (Dave Kim)
- Stephanie Katherine Grant (Emmy Mirsky)
- Sean Marquette (Johnny Atkins)
- Allie Grant (Evelyn Silver)
- Quincy Fouse (Taz Money)

### Épisode Spécial:An 80's Rewind
- États-Unis /  Canada : 27 avril 2016 sur ABC / CTV Two

- États-Unis : 5,79 millions de téléspectateurs[37] (première diffusion)

## Audiences aux États-Unis
| N° d'épisode | Titre original                   | Titre français                              | Chaîne | Date de diffusion originale | Audience (en millions de téléspectateurs) | Pdm sur les 18-49 ans |
| ------------ | -------------------------------- | ------------------------------------------- | ------ | --------------------------- | ----------------------------------------- | --------------------- |
| 1            | A Kick-Ass Risky Business Party  | Une soirée «risky business» de folie !      | ABC    | 23 septembre 2015           | 7.62                                      | 2.4                   |
| 2            | A Chorus Lie                     | Sos rencards                                | ABC    | 30 septembre 2015           | 7.09                                      | 2.3                   |
| 3            | Jimmy 5 Is Alive                 | Jimmy 5 est vivant !                        | ABC    | 7 octobre 2015              | 6.60                                      | 2.1                   |
| 4            | I Caddyshacked the Pool          | Sabotage !                                  | ABC    | 14 octobre 2015             | 6.35                                      | 2.0                   |
| 5            | Boy Barry                        | Boy Barry                                   | ABC    | 21 octobre 2015             | 6.48                                      | 2.1                   |
| 6            | Couples Costume                  | Les deux font la paire                      | ABC    | 28 octobre 2015             | 6.88                                      | 2.2                   |
| 7            | Lucky                            | Lucky                                       | ABC    | 11 novembre 2015            | 7.01                                      | 2.1                   |
| 8            | In Conclusion, Thanksgiving      | Et le mot de la fin : joyeux thanksgiving ! | ABC    | 18 novembre 2015            | 7.08                                      | 2.2                   |
| 9            | Wingmom                          | Maman d'armes                               | ABC    | 2 décembre 2015             | 6.46                                      | 2.0                   |
| 10           | A Christmas Story                | Super-hanoucca !                            | ABC    | 9 décembre 2015             | 7.02                                      | 2.0                   |
| 11           | The Tasty Boy                    | Les Tasty Boys                              | ABC    | 6 janvier 2016              | 6.61                                      | 2.1                   |
| 12           | Baio and Switch                  | La main de Baio                             | ABC    | 13 janvier 2016             | 6.63                                      | 2.0                   |
| 13           | Double Dare                      | Double défi                                 | ABC    | 20 janvier 2016             | 6.21                                      | 2.0                   |
| 14           | Lainey Loves Lionel              | Lainey aime Lionel                          | ABC    | 10 février 2016             | 6.19                                      | 2.0                   |
| 15           | Weird Al                         | Premier chagrin d'amour                     | ABC    | 17 février 2016             | 6.39                                      | 2.0                   |
| 16           | Edward 'Eddie the Eagle' Edwards | La magie existe vraiment                    | ABC    | 24 février 2016             | 6.45                                      | 1.9                   |
| 17           | The Dirty Dancing Dance          | La «Dirty Dancing» attitude                 | ABC    | 2 mars 2016                 | 7.08                                      | 2.1                   |
| 18           | 12 Tapes for a Penny             | Musique à volonté !                         | ABC    | 16 mars 2016                | 6.69                                      | 2.0                   |
| 19           | Magic is Real                    | «Eddie l'aigle» Edwards                     | ABC    | 23 mars 2016                | 6.73                                      | 2.0                   |
| 20           | Dungeons and Dragons, Anyone?    | Donjons et dragons                          | ABC    | 6 avril 2016                | 6.17                                      | 1.8                   |
| 21           | Rush                             | Rush                                        | ABC    | 13 avril 2016               | 6.29                                      | 1.9                   |
| 22           | Smother's Day                    | Des câlins à la pelle                       | ABC    | 4 mai 2016                  | 6.67                                      | 1.9                   |
| 23           | Big Orange                       | Big orange                                  | ABC    | 11 mai 2016                 | 6.20                                      | 1.9                   |
| 24           | Have a Summer                    | La capsule temporelle                       | ABC    | 18 mai 2016                 | 6.39                                      | 1.9                   |